# 二溴化锗
二溴化锗是锗的一种溴化物，化学式 GeBr2。

## 制备
二溴化锗可以由锗或锌还原四溴化锗 而成。
{\displaystyle {\ce {Ge + GeBr4 -> 2GeBr2}}}

## 性质
二溴化锗是一种黄白色固体，可溶于乙醇和丙酮。它会歧化成四溴化锗和锗单质。 它会水解成氢氧化亚锗。二溴化锗是单斜晶系的，空间群  P21/c (No. 14)，晶格参数 a = 11.68 Å、b = 9.12 Å、c = 7.02 Å 和 β = 101.9°。它可以和环戊二烯基钠或环戊二烯基亚铊在醚溶剂中反应，生成二茂锗。